# Bistcho Lake 213
Bistcho Lake 213 est une réserve indienne de la bande des Dene Tha' située en Alberta au Canada.

## Géographie
Bistcho Lake 213 est située dans le Nord-Ouest de l'Alberta. La réserve couvre une superficie de 354,1 hectares.